# زیگفرید گیدیون
زیگفرید گیدیون (آلمانی: Sigfried Giedion؛ زادهٔ ۱۴ آوریل ۱۸۸۸ در پراگ – درگذشتهٔ ۱۰ آوریل ۱۹۶۸ در زوریخ) منتقد و تاریخ‌نگار معماری اهل سوئیس بود. مهم‌ترین کتاب او فضا، زمان و معماری است  که توسط منوچهر مزینی به فارسی ترجمه شده است.

## زندگی‌نامه
گیدیون بخشی از کودکی و جوانی خود را در اتریش و آلمان سپری کرد. او در آلمان تحصیل کرد و از دانشگاه مونیخ موفق به کسب درجهٔ دکتری در تاریخ هنر شد. او از سال ۱۹۲۸ تا سال ۱۹۵۶ اوین دبیر کنگرهٔ جهانی معماران مدرن (CIAM) بود. او در ابتدا در دانشگاه زوریخ تدریس می‌کرد و بعد در سال ۱۹۳۸ برای تدریس به دانشگاه ام. آی. تی. و دانشگاه هاروارد دعوت شد.

## آثار
- Spätbarocker und romantischer Klassizismus, 1922
- Befreites Wohnen, 1929, published in English as Liberated Dwelling, Lars Müller Publishers, 2019
- Space, Time and Architecture: The Growth of a New Tradition, 1941. Harvard University Press, 5th edition, 2003,
- Nine Points on Monumentality, 1943
- Mechanization Takes Command: A Contribution to Anonymous History, Oxford University Press 1948
- Walter Gropius, work and teamwork, Reinhold Pub. Co. 1954
- Architecture, You and Me: The Diary of a Development, Harvard UP 1958
- The Eternal Present: The Beginnings of Art and The Beginnings of Architecture, 1964 [1957]
- Architecture and the Phenomenona of Transition. The Three Space Conceptions in Architecture, 1971
- Building in France, Building in Iron, Building in Ferroconcrete, Getty Research Institute, 1995, originally published in German as Bauen in Frankreich, Bauen in Eisen, Bauen in Eisenbeton (Leipzig: Klinkhardt & Biermann, 1928)